# إغناثيو سانابريا
إغناثيو سانابريا (بالإسبانية: Ignacio Sanabria)‏ هو لاعب كرة قدم أرجنتيني في مركز الدفاع، ولد في 29 ديسمبر 1989 في مدينة سان سلفادور دي خوخوي في الأرجنتين. لعب مع خميناسيا خوخوي.

## وصلات خارجية
- إغناثيو سانابريا على موقع قاعدة بيانات كرة القدم.إي يو (الإنجليزية)
- إغناثيو سانابريا على موقع Soccerway.com (الإنجليزية)